# Historia naturale, e morale delle Indie
La Historia naturale, e morale delle Indie (titolo orig. Historia natural y moral de las Indias: en que se tratan las cosas notables del cielo, y elementos, metales, plantas y animales dellas y los ritos y ceremonias, leyes y gouierno y guerras de los Indios) è un libro pubblicato nel 1590 dallo scrittore e gesuita spagnolo José de Acosta. La prima edizione in italiano risale al 1596, pubblicata a Venezia dall'editore Bernardo Basa, tradotta dall'astronomo e traduttore Giovanni Paolo Gallucci.
La Historia di Acosta, oltre che  pioniere di un genere letterario nuovo di cronaca delle Indie, rappresenta un contributo molto importante al sapere scientifico in età moderna. Ciononostante, la compartecipazione alla definizione delle discipline naturalistiche e scientifiche moderne da parte degli spagnoli, e in generale da parte di quei popoli dell'Europa meridionale come italiani e portoghesi, è stata poco considerata e largamente sottovalutata dalla storiografia classica.

## Contesto storico
L'autore dell'opera, José de Acosta, nasce nel 1540. Dopo essere entrato nella Compagnia di Gesù all'età di 15 anni chiede di essere inviato in missione nel Nuovo Mondo. Visse per 16 anni in Perù e in Messico, dove svolse attività di insegnante, predicatore, missionario e scienziato. Una volta tornato in Europa scrisse  e pubblicò le sue conoscenze acquisite grazie agli anni trascorsi sul continente Americano. Il suo testo più popolare fu indubbiamente la Historia natural y moral de las Indias, pubblicata nel 1590 a Siviglia.
La formazione intellettuale di Acosta è di tipo umanista, impartitagli prima all’Università de Alcala de Henares e successivamente tra i gesuiti. Tra gli autori fondamentali figurano naturalmente Aristotele, sul cui pensiero si fonda gran parte dell’umanesimo gesuita: in particolare furono essenziali opere come il De caelo e il Meteorologica. Era familiare  con la Naturalis historia di Plinio il Vecchio e con tutti i più importanti geografi romani. In materia di teologia cita spesso Lattanzio, San Girolamo e Sant’Agostino.
Nonostante il  rispetto che nutriva nei confronti dei grandi intellettuali cristiani, Acosta dimostra di preferire il racconto dell’esperienza all’autorità dei padri della Chiesa. Aristotele dava maggior importanza e significato all’osservazione diretta piuttosto che alle fantasie della ragione e dunque per i gesuiti, studiare Aristotele significava adottare un "punto di vista critico e analitico sul mondo”.
Per comprendere meglio come si configurava il rapporto tra scienza e religione nelle azioni e nelle idee di José de Acosta è bene considerare come la Chiesa cattolica rinascimentale concepisse il funzionamento della natura. La creazione divina era considerata un organismo perfetto e lo scopo dello scienziato era quello di scoprire le leggi che la governassero, le leggi erano una conferma del perfetto ordine divino e richiamavano l’eccellenza e la perfezione del creatore. Acosta, seguendo questo profilo, non faceva altro che osservare, trarre conclusioni logiche al fine di riconoscere i nessi tra causa ed effetto: scienza e religione erano di conseguenza due ambiti complementari e non conflittuali, la prima era funzionale al disvelamento del piano divino. La sua formazione gesuita ha inoltre rafforzato la propria concezione dello strumento retorico, ripresa da Cicerone; così che la forza della persuasione potesse soppiantare quella militare del dominio.

## Contenuto
La Historia non  si distingue solo per la sua portata, ma anche per la sua sensibilità culturale. Acosta esplora i costumi, le religioni e le pratiche quotidiane delle popolazioni indigene con minuziosità e rigore, cercando di comprendere e rispettare le diversità culturali. Le sue osservazioni scientifiche, che vanno dalla flora e fauna alle peculiarità geografiche, si intrecciano con riflessioni etiche e teologiche, dando vita a un racconto originale della natura e dei costumi del Nuovo Mondo. L'opera di Acosta, seppur pionieristica in senso scientifico, conserva uno scheletro teleologico ben delineato, per cui Dio è causa originale e finale di ogni evento o fenomeno naturale.
Tuttavia, va riconosciuta all'opera il merito di rappresentare un "ponte" tra due mondi, un tentativo di mediare e comprendere la complessità delle civiltà americane nel contesto dell'espansione europea, segnando così un capitolo significativo nell'incontro tra diverse culture e visioni del mondo.
Il titolo, che è una traduzione letterale dallo spagnolo “Historia natural y moral de las Indias” ci da l’opportunità di cogliere degli aspetti fondamentali. Gli aggettivi naturale e morale dividono in due parti l’opera di Acosta, suddivisa in sette Libri. Nei primi quattro libri l’autore tratta l’ambiente americano in tutte le sue espressioni naturali: clima, geografia, territorio, biologia, botanica. Negli ultimi tre libri si dedica alla descrizione analitica delle popolazioni Amerindie, dei loro usi, costumi, della loro idolatria (da cui l’aggettivo morale) e della loro storia.
Con la locuzione "Las Indias" i dotti dell'epoca si riferivano sia alle "Indie" orientali che quelle occidentali e nel racconto di Acosta non mancano riferimenti totalizzanti e globali alla natura dell’Impero spagnolo, includendo spesso nella narrazione i possedimenti dell’estremo oriente, assicurando al lettore non di rado paragoni e comparazioni tra le diverse aree geografiche del mondo allora conosciute e documentate.
Se i primi due libri cercano di smascherare l’ignoranza e le false convinzioni dei dotti dell’antichità sul nuovo mondo, i restanti libri sono ordinati secondo una sorta di gerarchia universale della materia. Il terzo Libro rimanda alla concezione degli elementi terrestri (aria, acqua, terra, fuoco) di Aristotele, la cui filosofia era stata riportata in auge in Europa in larga misura proprio dai missionari gesuiti. Nel Libro quarto Acosta disquisisce sui corpi complessi (piante, minerali, animali), e nei restanti tre libri descrive gli animali razionali, cioè gli uomini; in cima alla gerarchia naturale.
Non tutte le informazioni contenute nell'opera sono frutto di una conoscenza diretta  dell'autore. Acosta, in alcuni tratti, prende a pieno titolo elementi tipici della finzione narrativa; l’intenzione è quella di catturare l’attenzione e la curiosità del lettore sulla scia della popolarità dei romanzi cavallereschi (libros de caballerìas) di quel periodo. Nelle descrizioni di Acosta, in particolare quelle sugli Indiani, troviamo numerose situazioni e scene inverosimili o ingigantite, riconducibili alla sfera della finzione letteraria, pervase di pathos, avventura, dramma; ciò avrebbe spinto più volentieri il pubblico ad acquistare il volume.

Anche le fitte descrizioni grafiche, che troviamo anche nei capitoli riguardanti le sostanze naturali, servono allo scopo di far immergere quanto più possibile il lettore. Qui Acosta scrive a proposito delle proprietà dell’argento vivo, nel capitolo X del Libro quarto:

“Questo metallo tiene grandi, et maravigliose proprietadi. ‘...’ Io ne ho visto l’esperienza, et forsi avvenne da questo, perche l’Argento vivo naturalmente rode subito l’Oro, et lo nasconde in se. Questa è la più importante proprietade, c’habbia, che con maraviglioso effetto si unisse con l’Oro”
Tale modalità di marcare l’incanto suscitato dall’oggetto analizzato è una strategia necessaria per chi tratti del Nuovo Mondo e voglia essere considerato affidabile dai propri lettori. Inoltre, come nell’esempio riportato sopra, Acosta insiste frequentemente sulla veridicità di quanto raccontato, evidenziando come, di ciò che descrive, lui ne abbia avuto esperienza, diretta o indiretta.

## Significato diHistoria
Acosta infatti, inventa la locuzione "Storia naturale e morale" che meglio si adattava agli obiettivi e alle prerogative dei missionari gesuiti, i quali volendo convertire gli indigeni, necessitavano di un paradigma più rigido per qualificare le loro credenze e riti.
Il termine Historia aveva per Acosta e i suoi contemporanei un significato specifico. Aristotele definiva Historia come una determinata fase della conoscenza, traducibile come “indagine”, precedente all’episteme, il quale definiva il ragionamento filosofico che avrebbe portato alla causa finale del fenomeno o dell’oggetto indagato. Quest’ultimo poteva essere ugualmente una semplice pianta, come le imprese di un sovrano. La conoscenza oggetto della Historia era dunque non dimostrativa e considerata, successivamente dalla Scolastica, una strada verso la conoscenza inferiore alla quella proposta dalla philosophia e dalla scientia.
La storia naturale in età antica aveva come modello la colossale opera di Plinio il Vecchio, ma nel Rinascimento il termine Historia assunse lineamenti di campo più ristretti. L’opera dell’umanista italiano Polidoro Virgilio, De Inventoribus, pubblicata nel 1499, si rifà largamente, per i temi trattati, alla Naturalis historia di Plinio ma l’autore non considerava la storia naturale una vera disciplina, in quanto il suo campo d'indagine era ancora ristretto alle attività e alle vicende umane.
Nella metà del XVI secolo si assistette ad un cambiamento. Se Aristotele aveva trattato, nella Historia animalium, l’argomento dal punto di vista filosofico; autori e naturalisti come Conrad Gessner e Leonhart Fuchs, rispettivamente nella Historia plantarum et vires del 1541 e nel De historia stirpium commentarii insignes del 1542 adottarono una metodologia descrittiva, lontana dalla trattazione filosofica, e coloro i quali intendevano disquisire di filosofia iniziarono a trascurare il termine Historia nel titolo. In ultima analisi, la storia naturale in pieno Rinascimento inizia ad avviarsi come una disciplina, non più come singolo procedimento di indagine. Fuchs inoltre attribuiva alla Historia un duplice significato: essa poteva intendere una descrizione singola o l’opera che contenesse tali descrizioni. Quest’ultime non comprendevano solo un’esposizione delle caratteristiche primarie di una pianta o di una erba ma anche le sue proprietà mediche. Tali proprietà costituiscono un sostanziale valore nel quarto libro dell’opera di Acosta, in cui il resoconto delle caratteristiche di determinate piante, frutti o fiori del Messico e del Perù include quasi sempre le loro qualità terapeutiche e curative.

## Edizione italiana
L'opera ha ottenuto un notevole successo commerciale, tanto da essere stata tradotta in almeno 6 lingue europee, compresa l'italiano. La prima edizione italiana compare a Venezia nel 1596, pubblicata dall’editore Bernardo Basa, la cui marca, rappresentante un sole che scaccia le nuvole, è ben presente sul frontespizio dell’opera. Sono state identificate ben 53 copie di questa edizione dallo Universal Short Title Catalogue, presenti nei cataloghi di altrettante biblioteche europee e americane.

L’originalità di questa traduzione risiede nella dedica, esposta in ben otto facciate, scritta dal traduttore e curatore Giovanni Paolo Gallucci a tale Giovan Martino Marchese. È ipotizzabile che tale dedica servisse allo scopo di convincere il Marchese della validità dell’opera affinché quest’ultimo acquistasse un certo numero di copie dell'edizione, per distribuirla e conservarla nelle numerose collezioni librarie da lui possedute. Gallucci si riferisce al Marchese assumendo un tono servile, con espressione lodevoli e frasi adulatorie: 
“A me se non erro, e non credo errare, pare di vederla superare l’humana conditione, e divenire un Heroe, un Semideo. Che figliuolanza si deve aspettare da lei? Non saprei certo ritrovar parole con le quali io spiegassi in carta, quello che in questa parte io sento, e per questo mi bisogna quì tacere per non dir meno delle lodi sue, di quello, che mi converrebbe, non potendo la mia penna salir tanto alto….. Non sia dunque molesto, e grave a V.S. molto Illust. che questo mio libro se ne vada per lo mondo col fronte fregiato del suo onoratissimo nome, et che se ne stia fra le altre sue cose più care ne i suoi honoratissimi palagi, conservandomi nel numero dei suoi affetionatissimi servitori.”
Un particolare interessante presente nell’edizione italiana è rappresentato da una nota del traduttore, collocata alla fine del quinto Libro, il primo in cui Acosta discute dei costumi e della religione degli indiani:
“Non paia strano all’Auttore di questa Historia, nemeno à chi l’hà letta nella lingua Spagnuola, che in questo quinto libro manchino molte cose scritte, da lui, che si legono nello Spagnuolo, perche così è piacciuto ai superiori, c’hanno ordine di vedere le cose, che si stampano, ai quali non solo siamo sforzati obedire; ma dobbiamo obedir volontieri”
Qui Gallucci non spiega il motivo di questa forma di censura voluta dall'editore ma suggerisce l'eventualità che questa traduzione non rispecchi la totalità del significato del lavoro originale, che presentava caratteristiche di forma uniche, come il nome stesso dell'opera.